# 卡波马尼貘
卡波马尼貘（学名：Tapirus kabomani）又名小黑貘，是 2013 年在巴西和哥伦比亚发现的一种貘，樣貌与南美貘（Tapirus terrestris）相似，毛发颜色比南美貘深。成年卡波马尼貘体重约为 110 公斤，体长 130 公分，肩高 90 公分，它的体形比之前认为最小的貘——山貘（Tapirus pinchaque）还要小。卡波马尼貘是自1992年中南大羚在越南和柬埔寨被发现以来第一次发现的大型哺乳动物，也是近一百年来首次发现新的奇蹄动物。

## 外部連結
- 二十年来首次发现大哺乳动物：卡波马尼貘（页面存档备份，存于）. 果壳网. 2013-12-20 查阅.
- New Species of Dwarf Tapir Discovered in Amazon Rainforest（页面存档备份，存于）. Discover website. 2013-12-21 查阅.
- Scientists make one of the biggest animal discoveries of the century- a new tapir（页面存档备份，存于）. Mongabay.com. 2013-12-17 查阅.